# Bosc-Mesnil
Pour les articles homonymes, voir Bosc.
Bosc-Mesnil, prononcé Beauméni, est une commune française située dans le département de la Seine-Maritime en région Normandie.

## Géographie

### Localisation
Bosc-mesnil est un village rural normand du Pays de Bray, jouxtant au sud la forêt d'Eawy, et situé à 31 km au nord-est de Rouen, 35 km de Dieppe et de la Manche, et à 75 km au nord-ouest d'Amiens.
Il est desservi par l'ancienne RN 28 (actuelle RD 928) et est traversé par l'A28. Bosc-Mesnil a d'ailleurs donné son nom à une aire de service de l'autoroute.

### Communes limitrophes
| Maucomble               | Esclavelles | Massy        |
| Saint-Saëns             | Bosc-Mesnil |              |
| Saint-Martin-Osmonville | Neufbosc    | Bradiancourt |

### Hameaux et écarts
La commune comprend plusieurs hameaux et écarts : les Buhots, Perduville (qui fut une commune autonome jusqu'en 1922, Ponchon, Mont-Arnoult.

### Hydrographie
La commune est située dans le bassin Seine-Normandie. Elle n'est drainée par aucun cours d'eau,.

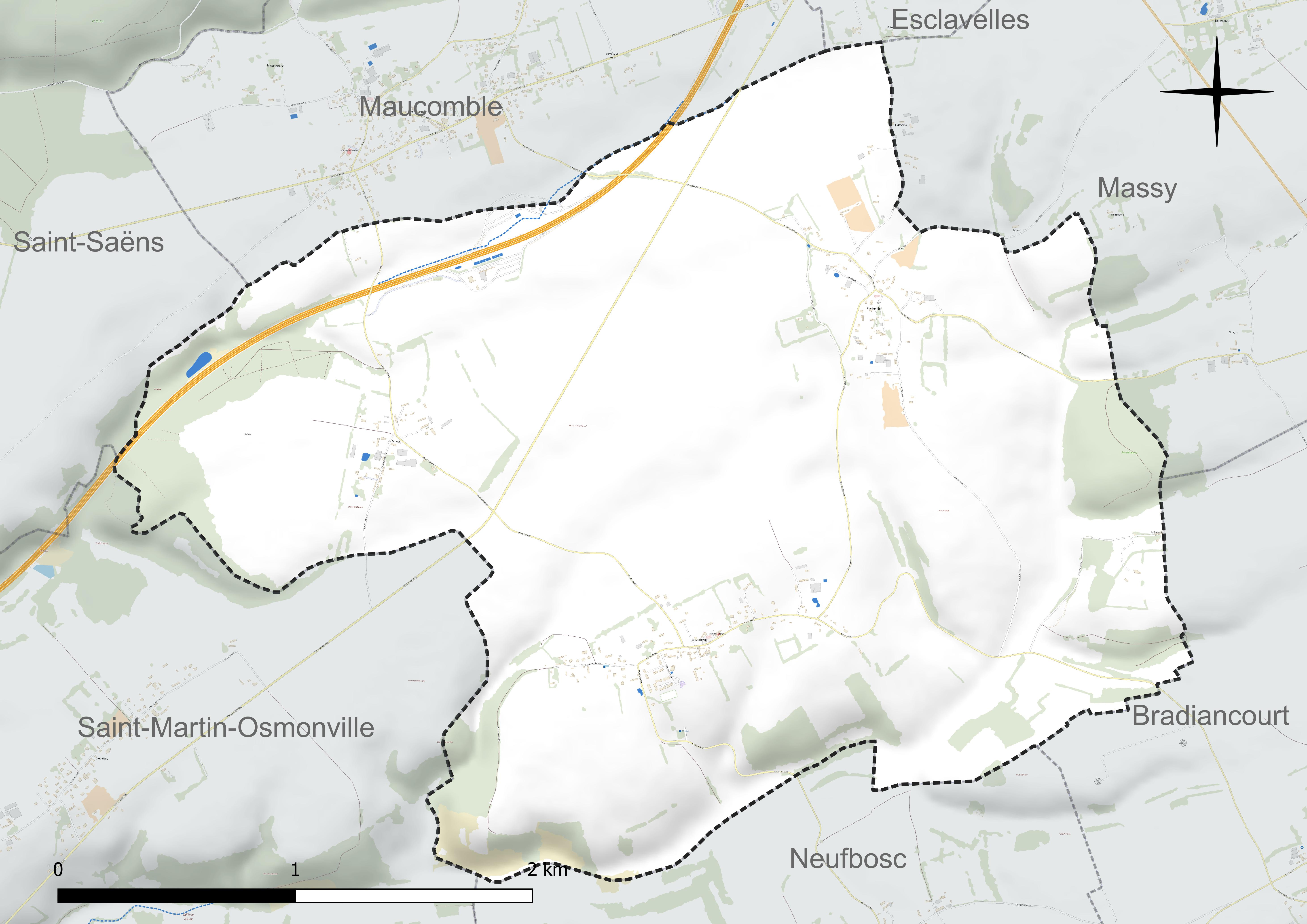
Réseau hydrographique de Bosc-Mesnil.

### Climat
Pour des articles plus généraux, voir Climat de la Normandie et Climat de la Seine-Maritime.
En 2010, le climat de la commune est de type climat océanique dégradé des plaines du Centre et du Nord, selon une étude du CNRS s'appuyant sur une série de données couvrant la période 1971-2000. En 2020, Météo-France publie une typologie des climats de la France métropolitaine dans laquelle la commune est exposée à un climat océanique et est dans la région climatique Côtes de la Manche orientale, caractérisée par un faible ensoleillement (1 550 h/an) ; forte humidité de l’air (plus de 20 h/jour avec humidité relative > 80 % en hiver), vents forts fréquents. Parallèlement le GIEC normand, un groupe régional d’experts sur le climat, différencie quant à lui, dans une étude de 2020, trois grands types de climats pour la région Normandie, nuancés à une échelle plus fine par les facteurs géographiques locaux. La commune est, selon ce zonage, exposée à un « climat contrasté des collines », correspondant au Pays de Bray, bien arrosé et frais.
Pour la période 1971-2000, la température annuelle moyenne est de 9,9 °C, avec une amplitude thermique annuelle de 14,7 °C. Le cumul annuel moyen de précipitations est de 892 mm, avec 13,7 jours de précipitations en janvier et 8,8 jours en juillet. Pour la période 1991-2020, la température moyenne annuelle observée sur la station météorologique la plus proche, située sur la commune de Bouelles à 12 km à vol d'oiseau, est de 10,7 °C et le cumul annuel moyen de précipitations est de 838,4 mm,. Pour l'avenir, les paramètres climatiques de la commune estimés pour 2050 selon différents scénarios d’émission de gaz à effet de serre sont consultables sur un site dédié publié par Météo-France en novembre 2022.

## Urbanisme

### Typologie
Au 1er janvier 2024, Bosc-Mesnil est catégorisée commune rurale à habitat dispersé, selon la nouvelle grille communale de densité à sept niveaux définie par l'Insee en 2022.
Elle est située hors unité urbaine. Par ailleurs la commune fait partie de l'aire d'attraction de Rouen, dont elle est une commune de la couronne,. Cette aire, qui regroupe 317 communes, est catégorisée dans les aires de 200 000 à moins de 700 000 habitants,.

### Occupation des sols
L'occupation des sols de la commune, telle qu'elle ressort de la base de données européenne d’occupation biophysique des sols Corine Land Cover (CLC), est marquée par l'importance des territoires agricoles (94,3 % en 2018), une proportion identique à celle de 1990 (94,3 %). La répartition détaillée en 2018 est la suivante : 
terres arables (59,5 %), prairies (27,3 %), zones agricoles hétérogènes (7,5 %), forêts (5,7 %). L'évolution de l’occupation des sols de la commune et de ses infrastructures peut être observée sur les différentes représentations cartographiques du territoire : la carte de Cassini (XVIIIe siècle), la carte d'état-major (1820-1866) et les cartes ou photos aériennes de l'IGN pour la période actuelle (1950 à aujourd'hui).

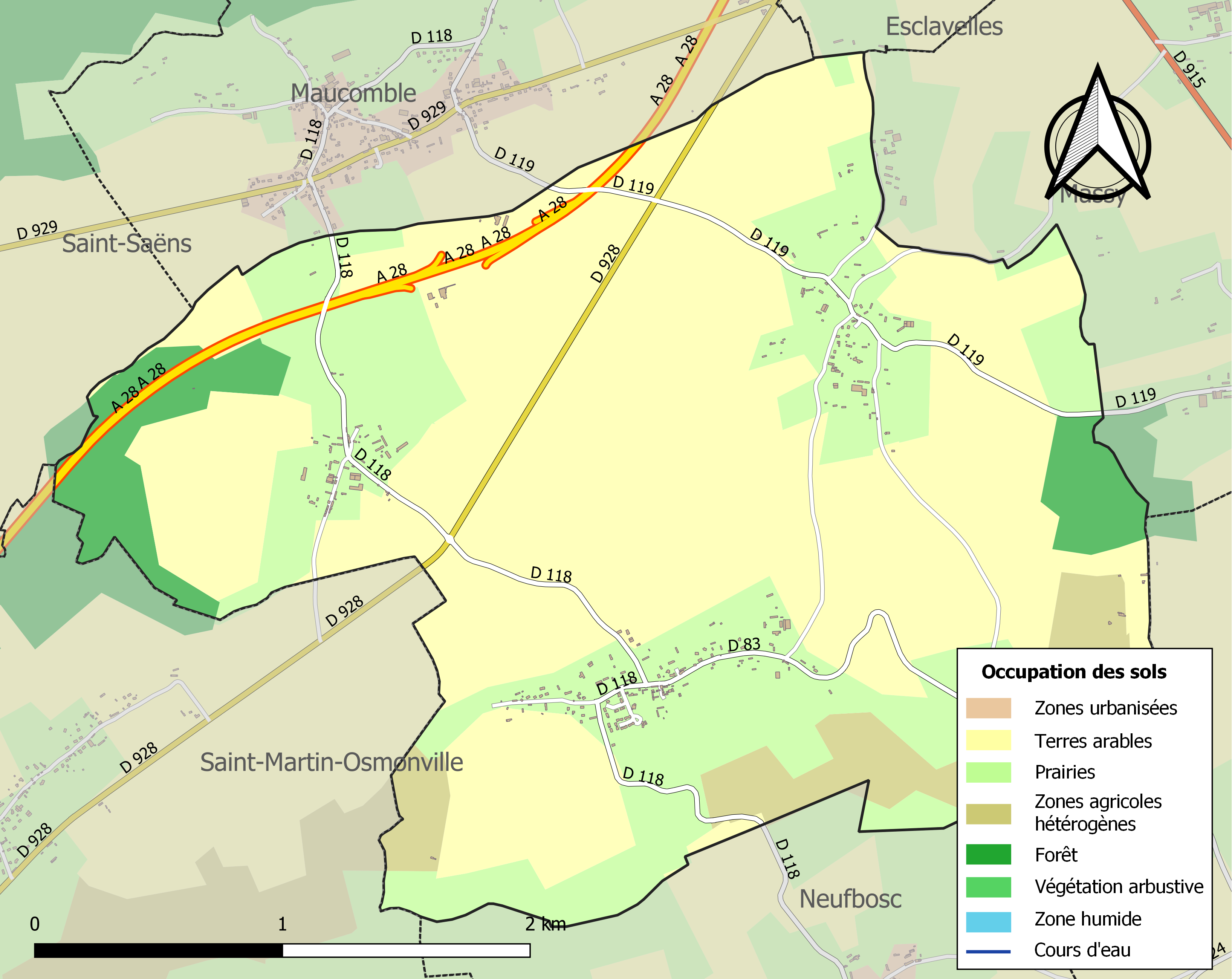
Carte des infrastructures et de l'occupation des sols de la commune en 2018 (CLC).

## Toponymie
Le nom de la localité est attesté sous les formes Bosmesnil en 1017, Apud Bonum Maisnil en 1153, Apud Bonum Mesnillum en 1248, In par. de Bumesnil en 1283, Ecc. de Bono Meisnillo vers 1240, In parr. de Bosmesnillo en 1247, Bonum Mesnillum en 1379, Bosc Mesnil en 1469 et 1470, Bonmesnil en 1460, de Bonnemesnil en 1500, Bonmesnil et Boumesnil en 1572, Bomesnil en 1591, Boscmesnil en 1626, Bonmesnil en 1451, Bonnemesnil près Neufchatel en 1485, Boscz Mesnil en 1528, Bomesnil en 1541, Bosmesnil en 1566, Bommesnil en 1486 et en 1575, Saint Michel de Bosmesnil en 1725, Saint Michel de Boscmesnil en 1716, Bonmesnil en 1648, Boscmesnil en 1757, Bosc-Mesnil en 1953.
« Bosmesnil » dès le XIe siècle, forme commune jusqu'au XVIe siècle, conjointement à « Bonmesnil », avec nasalisation de [o].
Pas de rapport avec bosc, il s'agit d'une réinterprétation orthographique uniquement. le S derrière O servait jadis à marquer la fermeture en [o].
L'élément Bos- est issu du nom de personne germanique Boto, avec lénition qui a affecté les consonnes intervocaliques de la langue d'oïl.
« Mesnil », toponyme très répandu en France, à partir de Mansionem, le bas latin a créé un nouveau terme dérivé du mot latin mansionile, diminutif de mansio, demeure, habitation, maison. Devenu en français médiéval maisnil, mesnil, « maison avec terrain ».
Il s'agit donc du « mesnil de Boto », les noms en -mesnil étant généralement précédé du nom du propriétaire, tout comme les noms en -ville.

## Politique et administration
En 1822, Bosc-Mesnil absorbe Perduville.

### Rattachements administratifs et électoraux
La commune fait partie depuis 1826 de l'arrondissement de Dieppe du département de Seine-Maritime (dénommé jusqu'en 1955 Seine-Inférieure). Pour l'élection des députés, elle dépend de la douzième circonscription de la Seine-Maritime.
Elle faisait partie depuis 1793 du canton de Saint-Saëns. Dans le cadre du redécoupage cantonal de 2014 en France, la commune fait désormais partie du canton de Neufchâtel-en-Bray

### Intercommunalité
Bosc-Mesnil était membre de la communauté de communes de Saint-Saëns-Porte de Bray, créée en 1994 sous le nom de communauté de communes du canton de Saint-Saëns.
Dans le cadre de l'approfondissement de la coopération intercommunale prévu par la Loi portant nouvelle organisation territoriale de la République (Loi NOTRe) du 7 août 2015, le projet de schéma départemental de coopération intercommunale présenté par le préfet de Seine-Maritime le 2 octobre 2015 prévoit la fusion des « communautés de communes du pays neufchâtelois (12 362 habitants), de Saint-Saëns – Porte de Bray (8 927 habitants), de Londinière excepté 1 commune (5 251 habitants) et de 11 communes de la communauté de communes de Bosc d’Eawy (5 228 habitants) », cette intercommunalité d donvc fusionné avec ses voisines pour former le 1er janvier 2017 la communauté de communes Bray-Eawy, dont est désormais membre Bosc-Mesnil.

### Liste des maires
| Période                                  | Période                    | Identité                | Étiquette | Qualité                         |
| ---------------------------------------- | -------------------------- | ----------------------- | --------- | ------------------------------- |
| Les données manquantes sont à compléter. |                            |                         |           |                                 |
|                                          |                            | Bademer                 |           |                                 |
| Les données manquantes sont à compléter. |                            |                         |           |                                 |
| mars 1995                                | mars 2014                  | Marie-Claude Beauvallet |           |                                 |
| mars 2014                                | En cours (au 10 août 2020) | François Battement      |           | Réélu pour le mandat 2020-2026, |

## Population et société

### Démographie
L'évolution du nombre d'habitants est connue à travers les recensements de la population effectués dans la commune depuis 1793. Pour les communes de moins de 10 000 habitants, une enquête de recensement portant sur toute la population est réalisée tous les cinq ans, les populations de référence des années intermédiaires étant quant à elles estimées par interpolation ou extrapolation. Pour la commune, le premier recensement exhaustif entrant dans le cadre du nouveau dispositif a été réalisé en 2004.

En 2022, la commune comptait 329 habitants, en évolution de +6,13 % par rapport à 2016 (Seine-Maritime : +0,35 %, France hors Mayotte : +2,11 %).
| 1793 | 1800 | 1806 | 1821 | 1831 | 1836 | 1841 | 1846 | 1851 |
| ---- | ---- | ---- | ---- | ---- | ---- | ---- | ---- | ---- |
| 209  | 193  | 197  | 170  | 254  | 249  | 250  | 237  | 247  |

| 1856 | 1861 | 1866 | 1872 | 1876 | 1881 | 1886 | 1891 | 1896 |
| ---- | ---- | ---- | ---- | ---- | ---- | ---- | ---- | ---- |
| 255  | 239  | 254  | 242  | 259  | 257  | 253  | 241  | 219  |

| 1901 | 1906 | 1911 | 1921 | 1926 | 1931 | 1936 | 1946 | 1954 |
| ---- | ---- | ---- | ---- | ---- | ---- | ---- | ---- | ---- |
| 223  | 222  | 226  | 223  | 225  | 221  | 208  | 242  | 228  |

| 1962 | 1968 | 1975 | 1982 | 1990 | 1999 | 2004 | 2006 | 2009 |
| ---- | ---- | ---- | ---- | ---- | ---- | ---- | ---- | ---- |
| 229  | 231  | 210  | 174  | 219  | 212  | 218  | 239  | 286  |

| 2014 | 2019 | 2022 | - | - | - | - | - | - |
| ---- | ---- | ---- | - | - | - | - | - | - |
| 307  | 317  | 329  | - | - | - | - | - | - |

### Enseignement
Les enfants de la commune sont scolarisés au sein d'un regroupement pédagogique intercommunal qui rassemble Bosc-Mesnil, Bradiancourt, Mathonville et Neufbosc et est géré par le SIVOS du Mont-Arnoult.

### Manifestations culturelles et festivités
- Le salon d'art de Bosc-Mesnil, dont la 25e édition a eu lieu durant le week-end de Pâques, les 20, 21 et 22 avril 2019 avec la participation de 15 artistes[39].

## Culture locale et patrimoine

### Lieux et monuments
- Église Saint-Ouen, des XVIIe et XVIIIe siècles.
- Église Notre-Dame des XIe, XIIIe et XVIe siècles, de l'ancienne paroisse de Perduville.
- Château des Buhots.